# یواس‌اس هامفریز (دی‌دی-۲۳۶)
یواس‌اس هامفریز (دی‌دی-۲۳۶) (به انگلیسی: USS Humphreys (DD-236)) یک کشتی بود که طول آن ۹۵٫۸۳ متر (۳۱۴٫۴ فوت) بود. این کشتی در سال ۱۹۱۹ ساخته شد.